# IIHF Ice Hockey U20 Asia and Oceania Championship
Die IIHF Ice Hockey U20 Asia and Oceania Championship ist ein internationales Eishockeyturnier für Nationalmannschaften der Junioren unter 20 Jahren in Asien und Ozeanien, die nicht an Eishockey-Weltmeisterschaften teilnehmen oder dort in der untersten Spielklasse spielen. Der Wettbewerb wird vom Internationalen Eishockey-Föderation IIHF organisiert. 

## Geschichte
Der Wettbewerb wurde 2010 unter dem Namen IIHF University Challenge Cup of Asia eingeführt. Vorbild war der gleichnamige Wettbewerb für Seniorenmannschaften. Im Gegensatz zum Seniorenwettbewerb nahmen am Juniorenwettbewerb jedoch vorerst die stärksten Mannschaften Asiens teil. 2012 wurde der Wettbewerb als IIHF U20 Challenge Cup of Asia ausgetragen und 2014 vorerst eingestellt. Von den fünf Austragungen hatte drei die japanische Auswahl gewonnen, zwei eine Auswahl der russischen Juniorenliga MHL.
2018 wurde der Wettbewerb wieder aufgenommen, diesmal mit den schwächsten Nationalmannschaften des Kontinents. 2019 wurde auch eine Division I eingerichtet. Die Turniere 2020 und 2021 entfielen wegen der COVID-19-Pandemie.
Mit der Wiederaufnahme des Wettbewerbs 2022 wurde dieser in IIHF Ice Hockey U20 Asia and Oceania Championship umbenannt.

## Turnierübersicht
| Jahr                                              | Teilnehmer | Gewinner      | Austragungsort                 |
| ------------------------------------------------- | ---------- | ------------- | ------------------------------ |
| IIHF University Challenge Cup of Asia             |            |               |                                |
| 2010                                              | 3          | Japan         | Seoul, Südkorea                |
| 2011                                              | 4          | Japan         | Changchun, Volksrepublik China |
| IIHF U20 Challenge Cup of Asia (Topteams)         |            |               |                                |
| 2012                                              | 5          | MHL Red Stars | Seoul, Südkorea                |
| 2013                                              | 3          | Japan         | Chabarowsk, Russland           |
| 2014                                              | 4          | MHL Red Stars | Juschno-Sachalinsk, Russland   |
| IIHF U20 Challenge Cup of Asia (schwächere Teams) |            |               |                                |
| 2018 3                                            | 5          | Malaysia      | Kuala Lumpur, Malaysia         |
| 2019 4                                            | 4+4        | Malaysia      | Kuala Lumpur, Malaysia         |
| IIHF Ice Hockey U20 Asia and Oceania Championship |            |               |                                |
| 2022                                              | 8          | Thailand      | Bangkok, Thailand              |

## Teilnehmer und Platzierungen

### 2010 bis 2014
| Nation                  | 2010 | 2011 | 2012 | 2013 | 2014 | Teilnahmen |
| ----------------------- | ---- | ---- | ---- | ---- | ---- | ---------- |
| Republik China (Taiwan) | –    | 4    | 5    | –    | –    | 2          |
| Volksrepublik China     | 3    | 3    | 4    | –    | –    | 3          |
| Japan                   | 1    | 1    | 2    | 1    | 3    | 3          |
| Kasachstan              | –    | –    | –    | –    | 2    | 1          |
| Südkorea                | 2    | 2    | 3    | 3    | 4    | 5          |
| MHL Red Stars           | –    | –    | 1    | 2    | 1    | 3          |

### Seit 2018
| Nation                       | 2018 | 2019 | 2022 | Teilnahmen |
| ---------------------------- | ---- | ---- | ---- | ---------- |
| Hongkong                     | –    | –    | 3    | 1          |
| Indonesien                   | –    | 7    | 7    | 2          |
| Indien                       | 5    | –    | 8    | 1          |
| Kuwait                       | –    | 8    | –    | 1          |
| Kirgisistan                  | 2    | 2    | –    | 2          |
| Malaysia                     | 1    | 1    | 5    | 3          |
| Mongolei                     | –    | 6    | –    | 2          |
| Philippinen                  | 4    | 3    | 6    | 3          |
| Singapur                     | –    | –    | 2    | 1          |
| Thailand                     | –    | 5    | 1    | 2          |
| Vereinigte Arabische Emirate | 3    | 4    | 4    | 3          |

## Austragungen

### Austragung 2010
Erstmals war beim IIHF Challenge Cup of Asia auch ein Turnier der Universitäten vorgesehen. Es fand als IIHF University Challenge Cup of Asia für Spieler unter 20 Jahren vom 12. bis 14. Mai 2010 im südkoreanischen Goyang bei Seoul statt. Die Teilnehmer waren Japan, die Volksrepublik China sowie die Mannschaft des Gastgebers Südkorea. Die Spiele fanden in der 3.400 Zuschauer fassenden Goyang SPART Complex Arena statt.
| 12. Mai 2010 13:30 Uhr (Ortszeit) | Südkorea | 4:3 (-:-, -:-, -:-) | Volksrepublik China | SPART Complex Arena, Goyang |

| 13. Mai 2010 13:30 Uhr | Volksrepublik China | 1:15 (-:-, -:-, -:-) | Japan | SPART Complex Arena, Goyang |

| 14. Mai 2010 13:15 Uhr | Südkorea | 4:5 (-:-, -:-, -:-) | Japan | SPART Complex Arena, Goyang |

| Pl. |                     | Sp | S | U | N | Tore  | Punkte |
| 1.  | Japan               | 2  | 2 | 0 | 0 | 20:05 | 6      |
| 2.  | Südkorea            | 2  | 1 | 0 | 1 | 08:08 | 3      |
| 3.  | Volksrepublik China | 2  | 0 | 0 | 2 | 04:19 | 0      |

Abkürzungen: Pl. = Platz, Sp = Spiele, S = Siege, U = Unentschieden, N = Niederlagen

### Austragung 2011
Die zweite Austragung des Wettbewerbs fand zwischen dem 19. und 22. Mai 2011 in der Millionenmetropole Changchun in der Volksrepublik China statt. Die Teilnehmer waren Japan, die Volksrepublik China, Südkorea sowie erstmals die Republik China (Taiwan). Die Spiele fanden im Eishockeystadion Fu’ao statt.

#### Vorrunde
| 19. Mai 2011 15:00 Uhr (Ortszeit) | Südkorea | 13:1 (4:0, 6:0, 3:1) Spielbericht | Republik China (Taiwan) | Eishockeystadion Fu’ao, Changchun Zuschauer: 200 |

| 19. Mai 2011 19:00 Uhr | Volksrepublik China | 0:10 (0:4, 0:4, 0:2) Spielbericht | Japan | Eishockeystadion Fu’ao, Changchun Zuschauer: 200 |

| 20. Mai 2011 15:00 Uhr | Japan | 16:0 (5:0, 4:0, 7:0) Spielbericht | Republik China (Taiwan) | Eishockeystadion Fu’ao, Changchun Zuschauer: 200 |

| 20. Mai 2011 19:00 Uhr | Südkorea | 6:1 (2:0, 4:1, 0:0) Spielbericht | Volksrepublik China | Eishockeystadion Fu’ao, Changchun Zuschauer: 200 |

| 21. Mai 2011 15:00 Uhr | Republik China (Taiwan) | 4:8 (1:2, 0:5, 3:1) Spielbericht | Volksrepublik China | Eishockeystadion Fu’ao, Changchun Zuschauer: 200 |

| 21. Mai 2011 19:30 Uhr | Japan | 6:5 (1:1, 4:4, 1:0) Spielbericht | Südkorea | Eishockeystadion Fu’ao, Changchun Zuschauer: 200 |

| Pl. |                         | Sp | S | U | N | Tore  | Punkte |
| 1.  | Japan                   | 3  | 3 | 0 | 0 | 32:05 | 9      |
| 2.  | Südkorea                | 3  | 2 | 0 | 1 | 24:08 | 6      |
| 3.  | Volksrepublik China     | 3  | 1 | 0 | 2 | 09:20 | 3      |
| 4.  | Republik China (Taiwan) | 3  | 0 | 0 | 3 | 05:37 | 0      |

Abkürzungen: Pl. = Platz, Sp = Spiele, S = Siege, U = Unentschieden, N = Niederlagen

#### Finalrunde
Spiel um Platz 3
| 22. Mai 2011 15:00 Uhr (Ortszeit) | Volksrepublik China | 8:0 (2:0, 3:0, 3:0) Spielbericht | Republik China (Taiwan) | Eishockeystadion Fu’ao, Changchun Zuschauer: 200 |

Finale
| 22. Mai 2011 19:30 Uhr | Japan | 3:2 (1:2, 2:0, 0:0) Spielbericht | Südkorea | Eishockeystadion Fu’ao, Changchun Zuschauer: 200 |

### Austragung 2012
Der dritte Wettbewerb dieser Altersklasse fand erstmals unter dem Namen U20 Challenge Cup of Asia vom 27. Mai bis 1. Juni 2012 in der südkoreanischen Hauptstadt Seoul statt. Die fünf teilnehmenden Mannschaften absolvierten eine Einfachrunde. Als Gastmannschaft nahm eine Auswahl der russischen Juniorenliga MHL teil. Die Spiele fanden in der 5.000 Zuschauer fassenden Mokdong-Eissporthalle statt.
| 27. Mai 2012 16:00 Uhr (Ortszeit) | Volksrepublik China | 5:2 (1:2, 0:0, 4:0) Spielbericht | Republik China (Taiwan) | Mokdong-Eissporthalle, Seoul Zuschauer: 157 |

| 27. Mai 2012 19:30 Uhr | Südkorea | 0:6 (0:1, 0:3, 0:2) Spielbericht | MHL Red Stars | Mokdong-Eissporthalle, Seoul Zuschauer: 1.075 |

| 28. Mai 2012 16:00 Uhr | Japan | 26:0 (11:0, 8:0, 7:0) Spielbericht | Republik China (Taiwan) | Mokdong-Eissporthalle, Seoul Zuschauer: 200 |

| 28. Mai 2012 19:30 Uhr | Südkorea | 7:1 (4:0, 0:1, 3:0) Spielbericht | Volksrepublik China | Mokdong-Eissporthalle, Seoul Zuschauer: 257 |

| 29. Mai 2012 16:00 Uhr | MHL Red Stars | 7:0 (1:0, 4:0, 2:0) Spielbericht | Japan | Mokdong-Eissporthalle, Seoul Zuschauer: 700 |

| 30. Mai 2012 16:00 Uhr | MHL Red Stars | 15:0 (6:0, 5:0, 4:0) Spielbericht | Volksrepublik China | Mokdong-Eissporthalle, Seoul Zuschauer: 270 |

| 30. Mai 2012 19:30 Uhr | Südkorea | 10:1 (4:0, 3:1, 3:0) Spielbericht | Republik China (Taiwan) | Mokdong-Eissporthalle, Seoul Zuschauer: 547 |

| 31. Mai 2012 16:00 Uhr | Japan | 11:1 (2:0, 5:1, 4:0) Spielbericht | Volksrepublik China | Mokdong-Eissporthalle, Seoul Zuschauer: 289 |

| 1. Juni 2012 16:00 Uhr | Republik China (Taiwan) | 0:29 (0:10, 0:8, 0:11) Spielbericht | MHL Red Stars | Mokdong-Eissporthalle, Seoul Zuschauer: 187 |

| 1. Juni 2012 19:30 Uhr | Japan | 8:7 n. V. (2:0, 3:4, 2:3, 1:0) Spielbericht | Südkorea | Mokdong-Eissporthalle, Seoul Zuschauer: 1.348 |

| Pl. |                         | Sp | S | OTS | OTN | N | Tore  | Punkte |
| 1.  | MHL Red Stars           | 4  | 4 | 0   | 0   | 0 | 57:0  | 12     |
| 2.  | Japan                   | 4  | 2 | 1   | 0   | 1 | 45:15 | 8      |
| 3.  | Südkorea                | 4  | 2 | 0   | 1   | 1 | 24:16 | 7      |
| 4.  | Volksrepublik China     | 4  | 1 | 0   | 0   | 3 | 07:35 | 3      |
| 5.  | Republik China (Taiwan) | 4  | 0 | 0   | 0   | 4 | 03:70 | 0      |

Abkürzungen: Pl. = Platz, Sp = Spiele, S = Siege, OTS = Siege nach Verlängerung (Overtime) oder Penaltyschießen, OTN = Niederlagen nach Verlängerung oder Penaltyschießen, N = Niederlagen

### Austragung 2013
Die vierte Austragung des Wettbewerbs fand vom 7. bis 9. Juni 2013 im russischen Chabarowsk statt. Der Gastgeber wurde erneut durch eine Auswahl der Juniorenliga MHL in Form des Teams Amurskije Tigry vertreten. Die Spiele fanden in der 7.100 Zuschauer fassenden Platinum Arena statt.
| 7. Juni 2013 19:00 Uhr (Ortszeit) | MHL Red Stars | 4:0 (1:0, 0:0, 3:0) | Südkorea | Platinum Arena, Chabarowsk |

| 8. Juni 2013 15:00 Uhr | Südkorea | 2:9 (0:4, 2:3, 0:2) | Japan | Platinum Arena, Chabarowsk |

| 9. Juni 2013 15:00 Uhr | Japan | 6:4 (0:1, 3:2, 3:1) | MHL Red Stars | Platinum Arena, Chabarowsk |

| Pl. |               | Sp | S | OTS | OTN | N | Tore  | Punkte |
| 1.  | Japan         | 2  | 2 | 0   | 0   | 0 | 15:06 | 6      |
| 2.  | MHL Red Stars | 2  | 1 | 0   | 0   | 1 | 08:06 | 3      |
| 3.  | Südkorea      | 2  | 0 | 0   | 0   | 2 | 02:13 | 0      |

Abkürzungen: Pl. = Platz, Sp = Spiele, S = Siege, OTS = Siege nach Verlängerung (Overtime) oder Penaltyschießen, OTN = Niederlagen nach Verlängerung oder Penaltyschießen, N = Niederlagen

### Austragung 2014
Die fünfte Austragung des Turniers fand vom 4. bis 7. August 2014 im russischen Juschno-Sachalinsk statt. Der Gastgeber wurde erneut durch eine Auswahl der Juniorenliga MHL in Form des Teams Sachalinskije Akuly vertreten. In dieser Mannschaft standen auch zwei Slowaken und ein Weißrusse. Weitere Teilnehmer waren Japan, Kasachstan und Südkorea. Die Spiele fanden in der 1.200 Zuschauer fassenden Arena City statt.
| 4. August 2014 19:00 Uhr (Ortszeit) | MHL Red Stars | 8:3 (2:1, 2:2, 4:0) Spielbericht | Japan | Arena City, Juschno-Sachalinsk Zuschauer: 563 |

| 5. August 2014 19:00 Uhr | Kasachstan | 4:2 (2:1, 1:0, 1:1) Spielbericht | Südkorea | Arena City, Juschno-Sachalinsk Zuschauer: 521 |

| 6. August 2014 15:30 Uhr | Japan | 2:4 (1:1, 0:2, 1:1) Spielbericht | Kasachstan | Arena City, Juschno-Sachalinsk Zuschauer: 497 |

| 6. August 2014 19:00 Uhr | MHL Red Stars | 12:0 (3:0, 4:0, 5:0) Spielbericht | Südkorea | Arena City, Juschno-Sachalinsk Zuschauer: 556 |

| 7. August 2014 15:30 Uhr | Japan | 8:2 (1:1, 3:1, 4:0) Spielbericht | Südkorea | Arena City, Juschno-Sachalinsk Zuschauer: 512 |

| 7. August 2014 19:00 Uhr | MHL Red Stars | 3:1 (0:0, 1:1, 2:0) Spielbericht | Kasachstan | Arena City, Juschno-Sachalinsk Zuschauer: 573 |

| Pl. |               | Sp | S | OTS | OTN | N | Tore  | Punkte |
| 1.  | MHL Red Stars | 3  | 3 | 0   | 0   | 0 | 23:04 | 9      |
| 2.  | Kasachstan    | 3  | 2 | 0   | 0   | 1 | 09:07 | 6      |
| 3.  | Japan         | 3  | 1 | 0   | 0   | 2 | 13:14 | 3      |
| 4.  | Südkorea      | 3  | 0 | 0   | 0   | 3 | 04:24 | 0      |

Abkürzungen: Pl. = Platz, Sp = Spiele, S = Siege, OTS = Siege nach Verlängerung (Overtime) oder Penaltyschießen, OTN = Niederlagen nach Verlängerung oder Penaltyschießen, N = Niederlagen

### Austragung 2018
Die sechste Austragung des Turniers fand vom 12. bis 17. Dezember 2017 in Kuala Lumpur, der Hauptstadt Malaysias, statt, zählte also zur Saison 2017/18. Nach fast vierjähriger Pause wurde der Wettbewerb mit fünf Teilnehmern ausgetragen. Die Spiele fanden in der 700 Zuschauer fassenden Empire City Ice Arena statt.
| 12. Dezember 2017 15:30 Uhr (Ortszeit) | Indien | 0:6 (0:5, 0:1, 0:0) Spielbericht | Vereinigte Arabische Emirate | Empire City Ice Arena, Kuala Lumpur Zuschauer: 227 |

| 12. Dezember 2017 19:15 Uhr | Philippinen | 0:11 (0:4, 0:3, 0:4) Spielbericht | Malaysia | Empire City Ice Arena, Kuala Lumpur Zuschauer: 563 |

| 13. Dezember 2017 19:00 Uhr | Kirgisistan | 12:4 (4:2, 5:1, 3:1) Spielbericht | Philippinen | Empire City Ice Arena, Kuala Lumpur Zuschauer: 188 |

| 14. Dezember 2017 15:30 Uhr | Vereinigte Arabische Emirate | 2:10 (2:3, 0:4, 0:3) Spielbericht | Kirgisistan | Empire City Ice Arena, Kuala Lumpur Zuschauer: 122 |

| 14. Dezember 2017 19:00 Uhr | Malaysia | 12:4 (3:2, 5:2, 4:0) Spielbericht | Indien | Empire City Ice Arena, Kuala Lumpur Zuschauer: 329 |

| 15. Dezember 2017 19:00 Uhr | Philippinen | 4:8 (0:5, 2:3, 2:0) Spielbericht | Vereinigte Arabische Emirate | Empire City Ice Arena, Kuala Lumpur Zuschauer: 133 |

| 16. Dezember 2017 15:30 Uhr | Indien | 5:11 (2:4, 3:6, 0:1) Spielbericht | Philippinen | Empire City Ice Arena, Kuala Lumpur Zuschauer: 115 |

| 16. Dezember 2017 19:00 Uhr | Malaysia | 6:1 (4:1, 1:0, 1:0) Spielbericht | Kirgisistan | Empire City Ice Arena, Kuala Lumpur Zuschauer: 477 |

| 17. Dezember 2017 15:30 Uhr | Kirgisistan | 13:2 (3:0, 5:0, 5:2) Spielbericht | Indien | Empire City Ice Arena, Kuala Lumpur Zuschauer: 221 |

| 17. Dezember 2017 19:00 Uhr | Vereinigte Arabische Emirate | 2:7 (1:1, 0:3, 1:3) Spielbericht | Malaysia | Empire City Ice Arena, Kuala Lumpur Zuschauer: 826 |

| Pl. |                              | Sp | S | OTS | OTN | N | Tore  | Punkte |
| 1.  | Malaysia                     | 4  | 4 | 0   | 0   | 0 | 36:07 | 12     |
| 2.  | Kirgisistan                  | 4  | 3 | 0   | 0   | 1 | 36:14 | 9      |
| 3.  | Vereinigte Arabische Emirate | 4  | 2 | 0   | 0   | 2 | 18:21 | 6      |
| 4.  | Philippinen                  | 4  | 1 | 0   | 0   | 3 | 19:36 | 3      |
| 5.  | Indien                       | 4  | 0 | 0   | 0   | 4 | 11:42 | 0      |

Abkürzungen: Pl. = Platz, Sp = Spiele, S = Siege, OTS = Siege nach Verlängerung (Overtime) oder Penaltyschießen, OTN = Niederlagen nach Verlängerung oder Penaltyschießen, N = Niederlagen

### Austragung 2019

#### Top-Division
Die siebte Austragung des Turniers fand vom 5. bis 8. Dezember 2018 in Kuala Lumpur, der Hauptstadt Malaysias, statt. Erstmals wurde das Turnier in zwei Divisionen ausgetragen. Die Spiele fanden in der 700 Zuschauer fassenden Empire City Ice Arena statt.
| 5. Dezember 2018 17:00 Uhr (Ortszeit) | Kirgisistan | 13:2 (3:1, 4:0, 6:1) Spielbericht | Philippinen | Empire City Ice Arena, Kuala Lumpur Zuschauer: 186 |

| 5. Dezember 2018 20:30 Uhr | Vereinigte Arabische Emirate | 3:14 (0:2, 1:5, 2:7) Spielbericht | Malaysia | Empire City Ice Arena, Kuala Lumpur Zuschauer: 366 |

| 7. Dezember 2018 17:00 Uhr | Kirgisistan | 12:3 (8:0, 4:0, 0:3) Spielbericht | Vereinigte Arabische Emirate | Empire City Ice Arena, Kuala Lumpur Zuschauer: 114 |

| 7. Dezember 2018 20:30 Uhr | Malaysia | 12:2 (7:1, 4:1, 1:0) Spielbericht | Philippinen | Empire City Ice Arena, Kuala Lumpur Zuschauer: 395 |

| 8. Dezember 2018 17:00 Uhr | Philippinen | 7:6 (2:1, 2:3, 3:2) Spielbericht | Vereinigte Arabische Emirate | Empire City Ice Arena, Kuala Lumpur Zuschauer: 142 |

| 8. Dezember 2018 20:30 Uhr | Malaysia | 4:2 (2:1, 0:0, 2:1) Spielbericht | Kirgisistan | Empire City Ice Arena, Kuala Lumpur Zuschauer: 518 |

| Pl. |                              | Sp | S | OTS | OTN | N | Tore  | Punkte |
| 1.  | Malaysia                     | 3  | 3 | 0   | 0   | 0 | 30:07 | 9      |
| 2.  | Kirgisistan                  | 3  | 2 | 0   | 0   | 1 | 27:09 | 6      |
| 3.  | Philippinen                  | 3  | 1 | 0   | 0   | 2 | 11:31 | 3      |
| 4.  | Vereinigte Arabische Emirate | 3  | 0 | 0   | 0   | 3 | 12:33 | 0      |

Abkürzungen: Pl. = Platz, Sp = Spiele, S = Siege, OTS = Siege nach Verlängerung (Overtime) oder Penaltyschießen, OTN = Niederlagen nach Verlängerung oder Penaltyschießen, N = Niederlagen

#### Division I
| 3. Dezember 2018 14:00 Uhr (Ortszeit) | Kuwait | 3:10 (0:4, 0:2, 3:4) Spielbericht | Indonesien | Empire City Ice Arena, Kuala Lumpur Zuschauer: 130 |

| 3. Dezember 2018 17:30 Uhr | Mongolei | 1:14 (1:2, 0:5, 0:7) Spielbericht | Thailand | Empire City Ice Arena, Kuala Lumpur Zuschauer: 142 |

| 4. Dezember 2018 18:00 Uhr | Thailand | 15:0 (5:0, 6:0, 4:0) Spielbericht | Indonesien | Empire City Ice Arena, Kuala Lumpur Zuschauer: 182 |

| 4. Dezember 2018 21:00 Uhr | Kuwait | 2:9 (0:2, 1:3, 1:4) Spielbericht | Mongolei | Empire City Ice Arena, Kuala Lumpur Zuschauer: 260 |

| 6. Dezember 2018 17:00 Uhr | Indonesien | 1:3 (0:3, 1:0, 0:0) Spielbericht | Mongolei | Empire City Ice Arena, Kuala Lumpur Zuschauer: 133 |

| 6. Dezember 2018 20:30 Uhr | Thailand | 25:0 (6:0, 9:0, 10:0) Spielbericht | Kuwait | Empire City Ice Arena, Kuala Lumpur Zuschauer: 188 |

| Pl. |            | Sp | S | OTS | OTN | N | Tore  | Punkte |
| 1.  | Thailand   | 3  | 3 | 0   | 0   | 0 | 54:01 | 9      |
| 2.  | Mongolei   | 3  | 2 | 0   | 0   | 1 | 13:17 | 6      |
| 3.  | Indonesien | 3  | 1 | 0   | 0   | 2 | 11:21 | 3      |
| 4.  | Kuwait     | 3  | 0 | 0   | 0   | 3 | 05:44 | 0      |

Abkürzungen: Pl. = Platz, Sp = Spiele, S = Siege, OTS = Siege nach Verlängerung (Overtime) oder Penaltyschießen, OTN = Niederlagen nach Verlängerung oder Penaltyschießen, N = Niederlagen

### Austragung 2022

#### Vorrunde

##### Gruppe A
| Pl. |                              | Sp | S | OTS | OTN | N | Tore  | Punkte |
| 1.  | Thailand                     | 3  | 3 | 0   | 0   | 0 | 55:06 | 9      |
| 2.  | Vereinigte Arabische Emirate | 3  | 1 | 1   | 0   | 1 | 16:42 | 5      |
| 3.  | Malaysia                     | 3  | 1 | 0   | 0   | 2 | 21:17 | 3      |
| 4.  | Philippinen                  | 3  | 0 | 0   | 1   | 2 | 14:31 | 1      |

##### Gruppe B
| Pl. |            | Sp | S | OTS | OTN | N | Tore  | Punkte |
| 1.  | Hongkong   | 3  | 3 | 0   | 0   | 0 | 26:08 | 9      |
| 2.  | Singapur   | 3  | 2 | 0   | 0   | 1 | 19:09 | 6      |
| 3.  | Indonesien | 3  | 1 | 0   | 0   | 2 | 09:13 | 3      |
| 4.  | Indien     | 3  | 0 | 0   | 0   | 3 | 06:30 | 0      |

#### Finalrunde
Aufgrund von Covid19-Infektionen in der Mannschaft konnten die Philippinen ihre restlichen Spiele nicht bestreiten.

##### Viertelfinale
| 29. Juni 2022 17:00 | Malaysia | 1:2 OT (0:0, 0:1, 1:0, 0:1) Spielbericht | Singapur | Thailand International Ice Hockey Arena, Bangkok Zuschauer: 169 |

| 29. Juni 2022 20:30 Uhr | Philippinen | 0:1 Wertung Spielbericht | Hongkong |  |

##### Halbfinale
| 1. Juli 2022 20:30 Uhr | Thailand | 7:6 OT (0:1, 1:3, 5:2, 1:0) Spielbericht | Hongkong | Thailand International Ice Hockey Arena, Bangkok Zuschauer: 402 |

| 1. Juli 2022 20:30 Uhr | Vereinigte Arabische Emirate | 3:4 (1:0, 2:1, 0:3) Spielbericht | Singapur | Thailand International Ice Hockey Arena, Bangkok Zuschauer: 198 |

##### Platzierungsspiele

###### Spiel um Platz 7
| 1. Juli 2022 13:30 Uhr | Indonesien | 8:2 (3:0, 2:2, 3:0) Spielbericht | Indien | Thailand International Ice Hockey Arena, Bangkok Zuschauer: 118 |

###### Spiel um Platz 5
| 1. Juli 2022 10:00 Uhr | Malaysia | 1:0 Wertung Spielbericht | Philippinen |  |

###### Spiel um Platz 3
| 2. Juli 2022 13:30 Uhr | Hongkong | 6:5 (1:2, 3:2, 2:1) Spielbericht | Vereinigte Arabische Emirate | Thailand International Ice Hockey Arena, Bangkok Zuschauer: 163 |

##### Finale
| 2. Juli 2022 18:00 Uhr | Thailand | 4:3 (2:2, 1:1, 1:0) Spielbericht | Singapur | Thailand International Ice Hockey Arena, Bangkok Zuschauer: 535 |